# Mercedes Cup 2003
Il Mercedes Cup 2003 è stato un torneo di tennis giocato sulla terra rossa. È stata la 26ª edizione del Mercedes Cup, che fa parte della categoria International Series Gold nell'ambito dell'ATP Tour 2003. Si è giocato a Stoccarda in Germania, dal 14 al 20 luglio 2003.

## Campioni

### Singolare
Guillermo Coria ha battuto in finale  Tommy Robredo con il punteggio di 6–2, 6–2, 6–1

### Doppio
Tomáš Cibulec /  Pavel Vízner hanno battuto in finale  Evgenij Kafel'nikov /  Kevin Ullyett con il punteggio di 3–6, 6–3, 6–4